# Наташа
Наташа је женско име, изведено од имена Наталија, изворно од „natalis“, што означава Божић, односно дан Христовог рођења. Користи се у Србији, Хрватској (нарочито у Загребу, Ријеци и Сплиту), Републици Српској, док у самој Босни и Херцеговини име није било у првих стотину најчешћих према истраживању 2017. У Хрватској се налази међу првих сто имена по популарности, у Словенији је 2007. године било на деветом месту, а у Црној Гори је било на 43 месту 2014. године.
Име је пре свега руско и сматра се да се по Европи раширило због Толстојевог романа „Рат и мир“, где је Наташа име главне јунакиње. У Русију је ово име доспело из Византије.